# أحمد بن حسن بن عجلان
شهاب الدين أحمد بن حسن بن عجلان الحسني كان شريفًا (أميرًا) مشاركًا لمكة المكرمة من عام 1408 إلى عام 1416 إلى جانب والده حسن بن عجلان وشقيقه بركات بن حسن.
وفي محرم سنة 821 هـ (شباط 1418 م) أرسل الشريف حسن هدايا إلى السلطان المملوكي الناصر فرج وطلب تعيين أحمد أميرًا مشاركًا على مكة مع أخيه بركات. فاستجاب الناصر لطلبه وأصدر مرسومًا بذلك في منتصف ربيع الأول سنة 821هـ (آب 1408م). وصل المرسوم إلى مكة المكرمة مع ثياب الشرف للأشراف الثلاثة في النصف الثاني من شهر ربيع الثاني (أيلول 1408).
في 14 صفر 818 هـ (25 نيسان 1415م) أصدر السلطان المؤيد شيخ مرسومًا يقضي بعزل الحسن وأبناءه لصالح رميثة بن محمد بن عجلان بن رميثة بن أبي نمي الحسني. واستمرّ الدعاء والخطبة في مكة باسم الحسن وأبنائه حتى رحلوا إلى اليمن في مطلع ذي الحجة (حوالي الأول من شباط 1416).
وعاد أحمد إلى مكة مع أبيه في شوال سنة 819هـ (كانون الأول 1416م) بعد إعادة الحسن إلى الحكم. وبعد أن سلم الحسن إمارة مكة إلى بركات في ربيع الأول سنة 821 هـ (نيسان/أيار 1418م)، ثار أحمد وغادر مكة. توفي في أوائل سنة 842هـ (1438م) في زبيد باليمن ودفن بها.

## ملحوظات
1. 1 2  Ibn Fahd 1988، صفحة 468.
2. ↑  Ibn Fahd 1988، صفحة 469.
3. ↑  Ibn Fahd 1988، صفحة 470.